# 滋賀県道307号北小松大物線
滋賀県道307号北小松大物線（しがけんどう307ごう きたこまつだいもつせん）は、滋賀県大津市を通る一般県道である。

## 概要
大津市北小松から大津市大物に至る。
琵琶湖沿いに走る狭い県道で、北小松駅付近から比良駅付近にかけては、おおよそ江若鉄道の線路跡に沿っている。歩行者・自転車道が整備された一本の道路のように見えるが、車道と歩行者・自転車道とでそれぞれ路線名が異なり別の県道の番号が付けられている（下記の滋賀県道601号守山大津志賀自転車道線を参照）。

### 路線データ
- 起点：大津市北小松（国道161号交点、滋賀県道601号守山大津志賀自転車道線終点）
- 終点：大津市大物（大物交差点、滋賀県道558号高島大津線交点）
- 総延長：9.4 km

## 路線状況

### 重複区間
- 滋賀県道601号守山大津志賀自転車道線（大津市北小松（起点） - 大津市大物）

## 地理

### 通過する自治体
- 大津市

### 交差する道路
| 交差する道路 | 交差する場所 | 交差する場所      |
| --- | ------------ | ----------------- |
| 国道161号 / 西近江路 滋賀県道558号高島大津線 重複 滋賀県道601号守山大津志賀自転車道線 / びわ湖レークサイド自転車道 重複区間起点 | 北小松       | 起点              |
| 滋賀県道601号守山大津志賀自転車道線 / びわ湖レークサイド自転車道 重複区間終点                                                   | 大物         |                   |
| 滋賀県道558号高島大津線 / 西近江路                                                                                              | 大物         | 大物交差点 / 終点 |

### 交差する鉄道
- 湖西線

### 沿線
- JR西日本湖西線
  - 北小松駅 - 近江舞子駅 - 比良駅
- 近江舞子北浜水泳場
- 大津市立小松小学校
- 近江舞子中浜水泳場、南浜水泳場、比良川水泳場
- 本立寺
- 超専寺